# 제이다키스

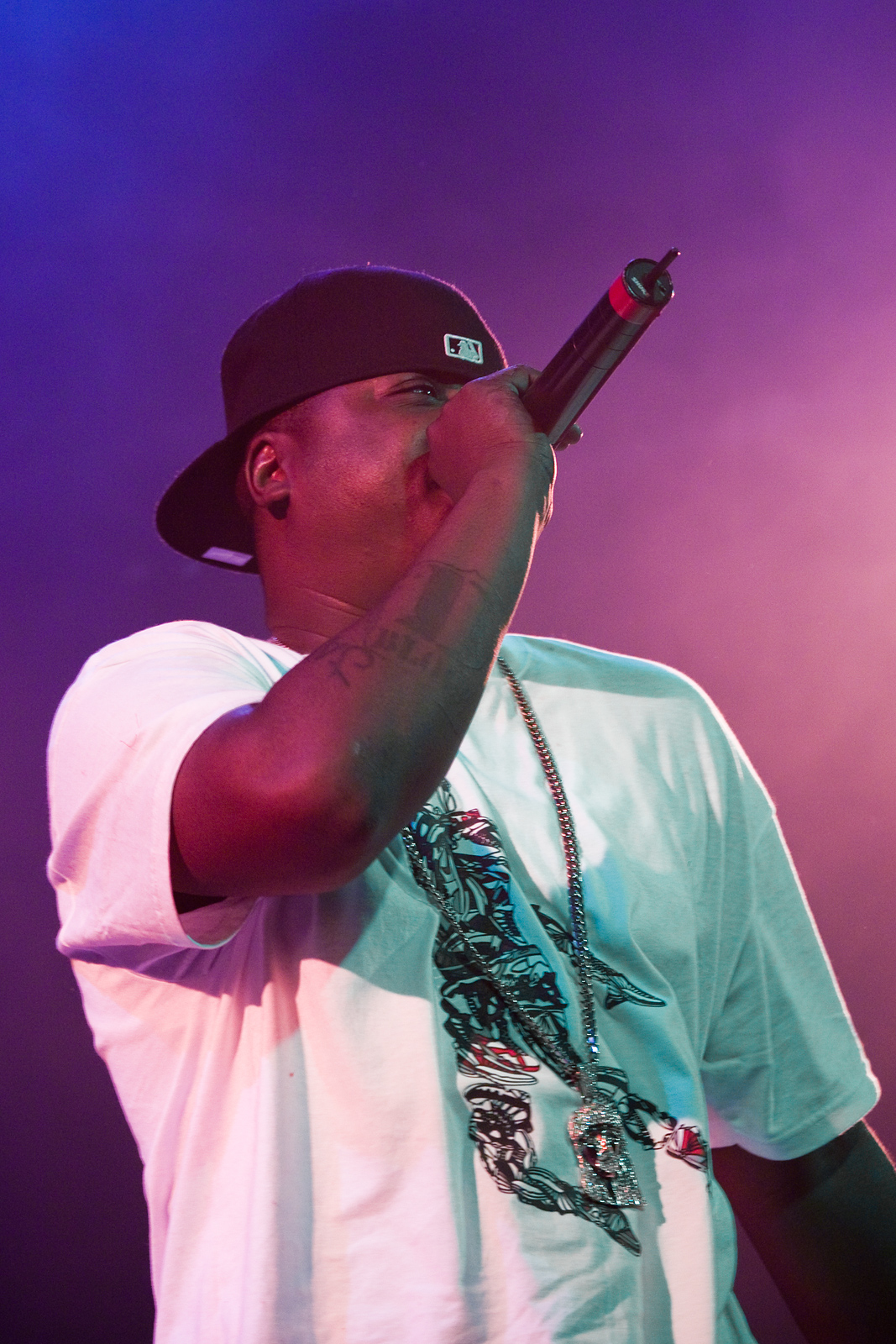

제이다 키스(Jadakiss, 본명: Jason Phillips, 1975년 5월 22일 ~ )는 미국의 래퍼이며. 더 록스의 멤버이다.

## 생애
그는 17살때 프리스타일 랩으로 플로리다에서 데뷔했다.1995년 스타일스 피, Sheek Lounch과 함께 베드 보이 레코드로 영입된다. 그들은 더 록스로 데뷔했다. 그는 같은 소속사였던 노토리어스 비아이지를 잘 따랐고 존경했다. 그 후 비기가 죽고 1998년에 《Money, Power & Respect》를 발표하고 베드 보이 레코드를 떠난다. 그는 2001년 8월 첫 솔로 음반 《Kiss Tha Game Goodbye》로 솔로 데뷔한다. 음반은 DJ Premier, 나스, 팀바랜드, 스위즈 비츠, 스타일스 피 등이 참여했다.
두 번째 앨범인 《Kiss Of Death》는 2004년에 발매된다. 트랙중에서 〈Why?〉가 인기를 끌었고, 머라이어 캐리가 참여한 〈U Make Me Wanna〉또한 인기를 모은다. 2007년 제이-지가 그를 락커펠라 레코드로 픽업시켰으며, 현재 새 앨범인 《The Last Kiss》를 발매하였다.

## 이슈
- 더 록스 시절 때, 그는 현재 같은 소속인 비니 싱글을 ‘Fuck Beanie Singel’이라며 디스했다.
- 자 룰에 곡 〈New York〉을 팻 조와 참여했었을때, 50 센트가 〈Piggy Bank〉에서 자 룰, 팻 조, 제이다키스 등을 욕했다. 그러나 2007년 서로 화해했다.